# لی سو کیونگ (بازیگر، زاده ۱۹۸۲)
این یک نام کره‌ای است؛ نام خانوادگی لی است.
لی سو کیونگ (کره‌ای: 이수경؛ زادهٔ ۱۳ مارس ۱۹۸۲) بازیگر اهل کره جنوبی است.

## فیلم‌شناسی

### فیلم
| سال  | عنوان            | نقش         | توضیحات                     |
| ---- | ---------------- | ----------- | --------------------------- |
| ۲۰۰۵ | رویاهای خیس      | مهمان عروسی |                             |
| ۲۰۰۶ | تازا             | هوا-ران     |                             |
| ۲۰۰۷ | چشمان رنگین‌کمانی | چا سو-جین   |                             |
| ۲۰۰۸ | جزیره رمانتیک    | چوی سو-جین  |                             |
| ۲۰۰۹ | مثلث             | هان جی-یونگ | تله‌سینما                    |
| ۲۰۱۱ | Share the Vision | مین-کیونگ   | فیلم موزیک ویدئوی چهار بعدی |

### مجموعه‌های تلویزیونی
| سال  | عنوان                                    | نقش                                | شبکه    |
| ---- | ---------------------------------------- | ---------------------------------- | ------- |
| ۲۰۰۳ | اسپن دراما «عاشقان»                      |                                    | ام‌بی‌سی  |
| ۲۰۰۴ | تو متوجه خواهی شد                        | سونگ نا-کیونگ                      | کی‌بی‌اس  |
| ۲۰۰۵ | بهشت عزیز                                | گو سول-آه                          | اس‌بی‌اس  |
| ۲۰۰۶ | بهترین تئاتر ام‌بی‌سی "통정"               | پیل-جونگ                           | ام‌بی‌سی  |
| ۲۰۰۶ | سول‌میت                                   | سو-کیونگ                           | ام‌بی‌سی  |
| ۲۰۰۷ | عروس                                     | جو می-جین                          | کی‌بی‌اس۲ |
| ۲۰۰۸ | وکیلان جمهوری بزرگ کره                   | وو یی-کیونگ                        | ام‌بی‌سی  |
| ۲۰۰۹ | هزاران بار عاشقتم                        | گو اون-نیم                         | اس‌بی‌اس  |
| ۲۰۱۰ | کشور من تماس می‌گیرد                      | اوه هانا                           | کی‌بی‌اس۲ |
| ۲۰۱۰ | دمول                                     | جانگ سه-جین                        | اس‌بی‌اس  |
| ۲۰۱۱ | نمی‌تواند از دست بدهد                     | اون هی-سو (مهمان، قسمت‌های ۳–۵)     | ام‌بی‌سی  |
| ۲۰۱۱ | تو اینجایی، تو اینجایی، تو واقعاً اینجایی | به سو-جین                          | ام‌بی‌ان  |
| ۲۰۱۱ | رنگِ زن                                   | هوانگ جین-جو                       | چنل ای  |
| ۲۰۱۳ | قابلمه‌های طلا                            | مین سونگ-اون                       | ام‌بی‌سی  |
| ۲۰۱۳ | بیا بخوریم                               | لی سو-کیونگ                        | تی‌وی‌ان  |
| ۲۰۱۵ | دختری شبیه تو                            | ما این-سونگ                        | ام‌بی‌سی  |
| ۲۰۱۶ | بچه کوچولوی من                           | هان یه-سول                         | ام‌بی‌سی  |
| ۲۰۱۶ | هی روح بیا بجنگیم                        | شین سو-کیونگ (مهمان، قسمت‌های ۹–۱۰) | تی‌وی‌ان  |
| ۲۰۱۶ | پدر، من مواظبتم                          | هان جونگ-اون                       | ام‌بی‌سی  |
| ۲۰۱۸ | منشی کیم چشه؟                            | جوانی مادام چوی                    | تی‌وی‌ان  |
| ۲۰۱۹ | همسر چپ دست                              | اوه سان-ها                         | کی‌بی‌اس۲ |

### ورایتی شو
| سال  | عنوان                         | شبکه   | توضیحات           |
| ---- | ----------------------------- | ------ | ----------------- |
| ۲۰۰۵ | نامهٔ عاشقانهٔ واقعی            | اس‌بی‌اس | مسابقه دهنده      |
| ۲۰۰۶ | تلویزیون سرگرمی امشب          | اس‌بی‌اس | میزبان            |
| ۲۰۱۰ | جوایز درامای اس‌بی‌اس ۲۰۱۰      | اس‌بی‌اس | میزبان            |
| ۲۰۱۱ | گود ساندی                     | اس‌بی‌اس | میزبان            |
| ۲۰۱۲ | قانون جنگل                    | اس‌بی‌اس | عضو گروه بازیگران |
| ۲۰۱۳ | نمایش کیم می-کیونگ            | تی‌وی‌ان | همکار میزبان      |
| ۲۰۱۵ | بعضی از پسران، بعضی از دختران | اس‌بی‌اس |                   |

## تئاتر
| سال  | عنوان                        | نقش |
| ---- | ---------------------------- | --- |
| ۲۰۰۸ | متشکرم، عزیزم (여보, 고마워) |     |

## ترانه‌شناسی
| سال  | نام آهنگ                                 | توضیحات       |
| ---- | ---------------------------------------- | ------------- |
| ۲۰۰۸ | «اوچو اوچو (ری‌میک)» (Ocho Ocho (Remake)) | تک‌آهنگ کریسمس |

## جوایز و نامزدی‌ها
| سال  | مراسم جوایز         | دسته                                      | اثر نامزد شده       | منابع    |
| ---- | ------------------- | ----------------------------------------- | ------------------- | -------- |
| ۲۰۰۷ | جوایز درامای کی‌بی‌اس | جایزه بازیگر برتر زن در یک سریال درام     | عروس                | نامزدشده |
| ۲۰۰۷ | جوایز درامای کی‌بی‌اس | بهترین بازیگر تازه‌کار زن                  | عروس                | برنده    |
| ۲۰۰۷ | جوایز درامای کی‌بی‌اس | جایزه بهترین زوج همراه کیم جی-هون         | عروس                | برنده    |
| ۲۰۰۷ | جوایز درامای کی‌بی‌اس | جایزه محبوبیت                             | عروس                | نامزدشده |
| ۲۰۰۹ | جوایز بهترین ستاره  | جایزه ستاره زن                            | هزاران بار عاشقتم'  | برنده    |
| ۲۰۰۹ | جوایز درامای اس‌بی‌اس | جایزه بازیگر برتر زن در یک سریال درام     | هزاران بار عاشقتم'  | نامزدشده |
| ۲۰۰۹ | جوایز درامای اس‌بی‌اس | ۱۰ ستاره برتر                             | هزاران بار عاشقتم'  | برنده    |
| ۲۰۱۰ | جوایز درامای اس‌بی‌اس | بهترین بازیگر نقش مکمل زن در یک درام ویژه | دمول                | برنده    |
| ۲۰۱۰ | جوایز درامای کی‌بی‌اس | جایزه بازیگر برتر زن در یک مینی‌سریال      | کشور من تماس می‌گیرد | نامزدشده |
| ۲۰۱۹ | جوایز درامای کی‌بی‌اس | جایزه بازیگر برتر زن در یک درام روزانه    | همسر چپ دست         | نامزدشده |